# Ур-Лумме
Ур-Лумме — правитель (енсі) стародавнього шумерського міста-держави Умма. Його правління припадало приблизно на середину XXIV століття до н. е.

## Правління
Відмовився сплачувати данину Енаннатуму I, правителю Лагаша. Окрім того, він повернув собі контроль над Гуедінною. Однак новий енсі Лагаша Ентемена виступив проти Ур-Лумми та завдав йому нищівної поразки. Імовірно, внаслідок тієї невдачі у війні проти останнього спалахнуло повстання. Ур-Лумма був повалений та вбитий, а його місце посів жрець Іль.